# Munkás Színpad (Marosvásárhely)
Munkás Színpad – 1945-ben alakult Marosvásárhelyen a Salamon Ernő Athenaeum keretében. A több mint 70 tagot számláló, jórészt műkedvelőkből álló együttest kezdetben Battyán Kálmán színigazgató vezette.
Bemutatásra került Darvas József Szakadék c. színműve, utána Földes Imre Hivatalnok urak és Hunyady Sándor Bors István c. darabja, majd Nóti Károly Nyitott ablak és Sárközi György Dózsa c. drámája. 1945-ben két helyi szerző, Iszlay Benjamin és Szotyori Imre Lejtőn c. drámáját is bemutatták.
1946-ban a Munkás Színpad keretében megalakult a munkás szavalókórus, a munkás zenekar. Birtokukba vették a Szakszervezetek Székháza új színpadát, ahol az avató előadás Földes Imre A kuruzsló c. darabja volt Kövesdi István rendezésében. A marosvásárhelyi közönség színi igényeinek kielégítését ezután az Állami Székely Színház vette át.